# Gaspar Henaine
Gaspar Henaine Pérez (Chignahuapan, Puebla, 6 de janeiro de 1927- Cidade do México, 30 de setembro de 2011) foi um ator, comediante, músico, cantor, produtor de cinema e roteirista mexicano, que ganhou fama quando se associou a Marco Antonio Campos criando o famoso dueto cômico e musical Viruta e Capulina. A partir de então, é comumente conhecido como Capulina. Ele também foi apelidado de O Rei do Humor Branco porque nunca usou palavras obscenas ou situações de conteúdo adulto em suas piadas, ele pertencia à Idade de Ouro do cinema mexicano.
Capulina nasceu em 6 de janeiro de 1927, em Chignahuapan, Puebla. Seu pai (Antonio Henaine Helú) era de origem libanesa, sendo parente da família de Carlos Slim Helú e Alfredo Harp Helú e sua mãe era Poblana. Aos seis anos, mudou-se com a família para a Cidade do México.
Em 1943, aos dezessete anos, Capulina iniciou sua carreira artística como cantor e ator. Participou do quarteto de músicos "Los Excentricos del Ritmo". Mais tarde fez parte do trio "Los Trincas", com quem apareceu várias vezes no Canal 2. Em 1952 conheceu Marco Antonio Campos Contreras na mesma rádio, mais tarde apelidada de Viruta, a quem propôs formar um quadrinho dueto para participar do programa XEW Comediantes e canções, mas Viruta inicialmente não aceitou porque havia tido um conflito com seu parceiro José Domínguez "Chamula", devido ao seu alcoolismo mas a insistência de Capulina foi tão grande que Viruta acabou concordando em trabalhar com ele.
O casal começou como "Capulina e Don Viruta no rádio". O apelido "Capulina" foi tirado do final de uma piada "vermelha" que se refere a um cachorro preto, o final da piada é bom, mexa Capulina. O ator contou, em entrevista, no programa da TV Azteca, Historias engarzadas, a origem do apelido com o qual era amplamente conhecido. Trabalhou com outros atores de grande expressão cômica e dramática, como Yerye Beirute e Lupe Carriles.
Pioneiro da televisão mexicana no Canal 4 e Canal 2, Capulina tornou-se famoso em toda a América Latina junto com seu parceiro profissional "Viruta", quando em 1953 começaram a filmar juntos, dos quais fizeram cerca de 26. Inicialmente esses atores imitaram o estilo de Os comediantes americanos Laurel e Hardy, mais conhecidos como El Gordo y el Flaco, aproveitam suas semelhanças físicas com o primeiro. No entanto, com o tempo ambos desenvolveram seu próprio estilo de comédia que os caracterizaria.
Por alguns anos, eles apresentaram o programa de televisão Comediantes e Canções no Telesistema Mexicano. Muitos rumores foram gerados quando esses dois atores pararam de fazer filmes juntos, Alguns apontaram que Viruta se sentiu menosprezado, mas Capulina atribuiu a separação a uma discussão entre eles causada pela falta de contratos no cinema durante o período final de sua relação artística, embora fosse bem conhecido na mídia que Viruta era alcoólatra. Seu relacionamento pessoal e artístico terminou em inimizade por parte de Marco Antonio Campos Contreras, Capulina admitiu que ambos tinham diferenças irreconciliáveis e o relacionamento foi muito difícil em seus últimos seis filmes juntos.
Ambos os atores mantiveram uma amizade próxima na vida real durante seu tempo como dupla. No entanto, em 1966 a relação de Campos com Henaine se agravou devido a desentendimentos. A versão mais aceita de sua separação foi quando durante um evento beneficente em Acolman, Estado do México, em benefício de crianças carentes, Mario Espino "Clavillazo" fez uma doação de dez mil pesos. Quando Capulina ia entregar sua doação, Viruta o sentou e se levantou, dizendo: Bem, acho que ver a gente na televisão ajuda. Mas Capulina disse: Que boa piada fez o meu compadrito!, e também deram dez mil pesos, para a ira de Viruta. Este incidente precipitou que Capulina propôs a separação da dupla. Versões indicam que Viruta teria se oferecido para atuar como representante da Capulina
oferta que foi posteriormente ignorada por Chip. Este último incidente representaria a ruptura final da dupla, embora em 1966 eles se reencontrassem para filmar seus dois últimos filmes: Um casal de robachicos e Dois pintores pitorescos. Dizendo as pessoas próximas a ele, "eles pareciam iguais, mas não se falavam fora do palco". Depois desses filmes, Campos e Henaine nunca mais trabalharam juntos.
Após a separação, Campos Contreras nunca concordou em se reconciliar com Henaine que não compareceu ao seu funeral, dizia-se que Campos havia pedido à família que, se ele morresse primeiro, não seria permitido entrar em seu velório e, se participasse, seria chutado fora imediatamente". Apesar de tudo, Capulina afirmou que nunca guardou rancor e sentiu grande tristeza quando Viruta faleceu.
Os filmes que Capulina protagonizou como solista eram claramente voltados para o público infantil, ao contrário dos trabalhos anteriores com Viruta, que tinham um estilo cômico mais sofisticado e se destinavam a todos os públicos. Em algumas delas, dividiu o palco com Roberto Gómez Bolaños (Chespirito), roteirista da maioria de suas produções. Capulina fez um total de 84 filmes, 58 deles após se separar de sua parceira Viruta. Ele também gravou 12 álbuns de música. Um de seus filmes mais famosos foi El Santo vs Capulina, no qual trabalhou com a lenda do wrestling mexicano El Santo.
Capulina também foi toureiro, ator de teatro e comediante de palco. Ele também foi o iniciador do primeiro circo liderado por um renomado artista, El Circo de Capulina, com quem viajou por toda a América Latina. Seu último trabalho como ator foi em 1999 na novela El diario de Daniela. Capulina passou seus últimos dias com a família, com as economias que conseguiu como ator de cinema e televisão. Ele é o pai do ator Antonio Henaine, que trabalha sob o nome artístico "Toño Moño" e segue a linha de humor branco de seu pai, Trabalhou com ele como casal cômico na última temporada de El Circo de Capulina, em 2001.
Em 21 de setembro de 2011, Capulina foi hospitalizada devido a obstrução intestinal por náuseas e vômitos que se complicaram por pneumonia em um hospital no sul da Cidade do México. Faleceu em 30 de setembro de 2011, aos 84 anos, em decorrência de uma parada cardiorrespiratória.
Capulina foi a personagem principal das revistas em quadrinhos "Aventuras de Viruta y Capulina" e "Aventuras de Capulina", editadas e publicadas semanalmente pela Editormex Mexicana, com desenhos de Héctor Macedo. A revista Aventuras de Capulina publicou mais de 1.000 números diferentes. Dez anos depois começou a venda "Aventuras de Capulinita", que eram os mesmos quadrinhos em formato de bolso. Nessas histórias foi possível observar a convivência com seu avô Capuleto, passando de não ter o que comer para ser multimilionário e mais uma vez subsistir com dificuldade. Também se destacaram, Dona Pachita, a porteira do bairro onde moram; O General Balarrasa, veterano da Revolução Mexicana, e chefe do armazém onde trabalha Capulina, Sr. Quiñones. Nos quadrinhos, Capulina também é apresentado como um grande conquistador de mulheres e rival do próprio avô. Você pode ver algumas cenas da vida no México na década de 1970s e algumas referências antes e depois.

### Televisão
| Televisión | Televisión                | Televisión | Televisión |
| Ano        | Titulo                    | Personajem | Notas      |
| ---------- | ------------------------- | ---------- | ---------- |
| 1999       | El diario de Daniela      | Don Capu   |            |
| 1972-1989  | Las aventuras de Capulina |            |            |
| 1975-1976  | El gran circo de Capulina |            |            |
| 1963       | Cómicos y canciones       |            | Con Viruta |

1. ↑  «Muere Capulina, el rey del humorismo blanco»
2. ↑  «Henaine, Gaspar, 1927-» (em inglês). Library of Congress
3. ↑  Filmografía IMDb